# Modèle de domaine

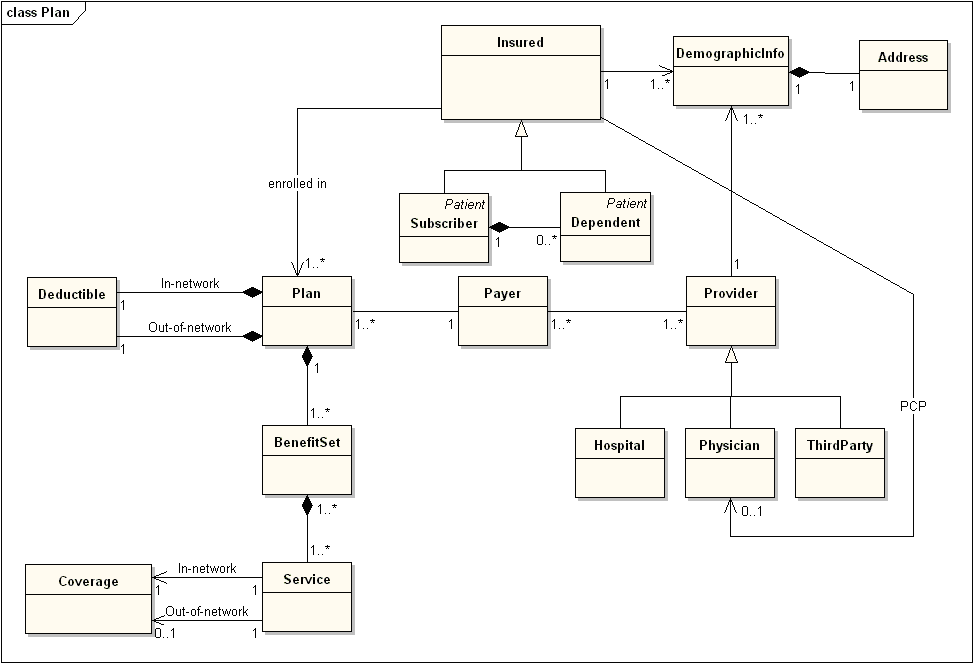
Exemple de modèle de domaine pour un régime d’assurance-maladie

En génie logiciel, un modèle de domaine est le modèle conceptuel d’un domaine. Il comprend tant le comportement que les données,. En ingénierie ontologique, c’est une représentation formelle d'un domaine de connaissance avec ses concepts, ses rôles, ses types de données, ses acteurs et ses règles, fondée typiquement sur une logique de description et mise en œuvre en langage OWL.

## Résumé
Un modèle de domaine est un système d’abstractions qui décrit certains aspects d'un domaine de connaissance, d'influence ou d'activité . Le modèle peut alors être utilisé pour résoudre des problèmes liés au domaine.
Le modèle de domaine est une représentation de concepts significatifs du monde réel et qui concernent le domaine à modéliser dans le logiciel. Les concepts incluent les données concernées par l’activité et les règles métier en rapport avec ces données.
Un modèle de domaine utilise généralement le vocabulaire du métier pour que ses représentations puissent être utilisées pour communiquer avec des parties prenantes non techniques.[réf. nécessaire]

## Utilisation
Un modèle de domaine est généralement mis en œuvre sous forme d’un modèle objet au sein d’une couche utilisant une couche inférieure de persistance et publiant une API destinée à fournir à une couche supérieure l'accès aux données et au comportement du modèle.[réf. nécessaire]
En langage UML, on utilise un diagramme de classes pour représenter le modèle de domaine.